# Peđa Krstin
Peđa Krstin (Пеђа Крстин; Kikinda, 3 settembre 1994) è un tennista serbo.

## Biografia

### Carriera
Frequenta l'ITF Junior Circuit dal giugno 2009 all'agosto 2012, raccogliendo come miglior risultato una finale in un torneo G1 thailandese e la vittoria in un G2 in Austria, raggiungendo la 22ª posizione del ranking di categoria. Dopo aver disputato qualche torneo del circuito ITF Futures in Serbia tra la seconda parte del 2011 e i primi mesi dell'anno successivo, comincia a prendere stabilmente parte a tornei professionistici dall'agosto 2012. Nell'aprile 2013 vince il suo primo torneo Futures al Kazakhstan F3 di Shymkent battendo in finale il bielorusso Sergej Betov in due set. Nei mesi successivi si aggiudica anche il torneo Serbia F10 di Zlatibor, a cui aggiunge le finali in altri Futures di Prijedor, Belgrado, di nuovo Zlatibor e Sharm El Sheikh. A settembre esordisce nel circuito Challenger con un successo al primo turno a Banja Luka, e chiude l'anno alla 379ª posizione della classifica ATP.
Nel 2014, al suo secondo torneo, conquista l'accesso al tabellone principale dell'ATP 250 PBZ Zagreb Indoors eliminando in successione Marcos Baghdatis, Gianluigi Quinzi e Michael Berrer, ma viene sconfitto al primo turno da Dušan Lajović. Nello stesso anno vince i Futures Iran F2, Algeria F1, Algeria F2, Serbia F3 e Turkey F37. Chiude l'annata al 231º posto del ranking ATP. In luglio gioca la sua prima semifinale Challenger al Tampere Open e in ottobre supera le qualificazioni anche all'ATP di Mosca, venendo poi sconfitto al primo turno da Tommy Robredo. Nel 2015 vince i Futures Greece F2, Lebanon F1, Venezuela F1 e Venezuela F2. Partecipa quattro volte alle qualificazioni nei tornei del circuito maggiore e non le supera. A fine anno si trova al 241º posto della classifica ATP.
Nel marzo 2016 raggiunge in Messico due finali dell'ATP Challenger Tour, perde la prima a Puebla e si aggiudica il primo titolo di categoria con il successo per 6-4 6-2 su Marcelo Arévalo nella finale del San Luis Potosí Challenger, guadagnando la 160ª posizione del ranking e salendo poco dopo alla 159ª. Continua a giocare nei Challenger per tutta la stagione ma non riesce più a superare il secondo turno e finisce il 2016 fuori dalla top 200. Nell'aprile 2017 scende oltre la 400ª posizione e subito arriva il miglior risultato della stagione con la finale raggiunta al Challenger della Città di Panama, dove perde contro Rogério Dutra da Silva dopo aver superato nei quarti il nº 86 ATP Horacio Zeballos. Riprende a giocare i tornei Futures e vince in Nigeria i tornei F2, F4 ed F5, tornando a ridosso della top 200.
Nel 2018 esordisce nella squadra serba di Coppa Davis in occasione della sfida persa 3-1 contro gli Stati Uniti, scende in campo a risultato già acquisito dagli americani e sconfigge il nº 50 del mondo Steve Johnson. Il miglior risultato stagionale è la finale all'Almaty Challenger, raggiunge anche altre cinque semifinali Challenger e ad agosto rientra nella top 200. A distanza di oltre quattro anni, nell'aprile 2019 supera nuovamente le qualificazioni di un torneo ATP a Houston, e ancora una volta viene eliminato al primo turno. In agosto viene sconfitto nella finale del Meerbusch Challenger da Pedro Sousa.
Nel 2020 non va oltre il terzo turno nei tornei Challenger e scende a fine anno al 267º posto del ranking. Nella stagione successiva si mette in luce solo al torneo ATP del Belgrade Open, dove entra con una wild card e al primo turno sconfigge Soonwoo Kwon prima di essere eliminato da Alex Molčan. Il risultato migliore del 2022 è un quarto di finale raggiunto in un torneo Challenger, nel finale di stagione inizia a giocare quasi esclusivamente nel circuito ITF e nell'aprile 2023 scende oltre l'800ª posizione ATP.

## Statistiche
Aggiornate al 24 aprile 2023.

### Tornei minori

#### Singolare

##### Vittorie (15)
| Legenda tornei minori |
| Challenger (1)        |
| Futures (14)          |

| N. | Data          | Torneo                                      | Superficie  | Avversario in finale | Punteggio |
| 1. | 27 marzo 2016 | San Luis Potosí Challenger, San Luis Potosí | Terra rossa | Marcelo Arévalo      | 6-4, 6-2  |

##### Finali perse (12)
| Legenda tornei minori |
| Challenger (4)        |
| Futures (8)           |

| N. | Data           | Torneo                             | Superficie  | Avversario in finale   | Punteggio        |
| 1. | 13 marzo 2016  | Abierto de Puebla, Puebla          | Cemento     | Eduardo Struvay        | 6–4, 4–6, 4–6    |
| 2. | 8 aprile 2017  | Panama Challenger, Città di Panama | Terra rossa | Rogério Dutra da Silva | 2–6, 4–6         |
| 3. | 16 giugno 2018 | Almaty Challenger, Almaty          | Terra rossa | Jurij Rodionov         | 5–7, 2–6         |
| 4. | 18 agosto 2019 | Meerbusch Challenger, Meerbusch    | Terra rossa | Pedro Sousa            | 6(4)–7, 6–4, 3–6 |